# Jalovec (Žilina)
|  | Per a altres significats, vegeu «Jalovec». |

Jalovec és un poble i municipi d'Eslovàquia que es troba a la regió de Žilina, al centre-nord del país.

## Història
La primera menció escrita de la vila es remunta al 1391.

## Demografia
| Godina             | 1994 | 2004    | 2014   | 2024   |
| ------------------ | ---- | ------- | ------ | ------ |
| Nombre de persones | 260  | 320     | 294    | 318    |
| Diferència         |      | +23,07% | −8,12% | +8,16% |

| Godina             | 2023 | 2024   |
| ------------------ | ---- | ------ |
| Nombre de persones | 308  | 318    |
| Diferència         |      | +3,24% |